# Mariam Toloba
Pour les articles homonymes, voir Abdulai.
Mariam Toloba, née le 20 septembre 1999 à Gand en Belgique, est une footballeuse internationale belge, qui joue au poste d'attaquante au FC Nantes.

## Biographie
En mai 2017, elle décroche son premier trophée avec l'AA Gand Ladies : la Coupe de Belgique. Deux ans plus tard, Toloba remporte à nouveau cette compétition en s'imposant contre le Standard de Liège en finale.
Lors de la saison 2021-2022, elle devient championne de Belgique avec le RSC Anderlecht.
Toloba a fait ses débuts avec l'équipe nationale féminine senior de Belgique, les Red Flames, le 12 juillet 2024, en remplaçant Laura Deloose lors d'une défaite 3-0 à domicile contre le Danemark lors d'un match de qualification pour l'Euro féminin 2025 de l'UEFA au Stayen à Saint-Trond. Toloba a eu droit à une deuxième apparition pour la Belgique lors de sa victoire 5-0 en demi-finale des barrages de l'Euro 2025 contre la Grèce en entrant en fin de match en tant que remplaçante d'Hannah Eurlings à Den Dreef.

## Palmarès
- Vainqueur de la Coupe de Belgique en 2017 et 2019 avec l'AA Gand Ladies

## Statistiques

### Ligue des Champions
- 2019-2020 : cinq matchs, un but avec le RSC Anderlecht